# Io capitano
Io capitano è un film del 2023 diretto da Matteo Garrone.
Il film tratta dell'emigrazione africana verso l'Europa. Ha concorso alla 80ª Mostra internazionale d'arte cinematografica di Venezia per il Leone d'oro, venendo premiato con il Leone d'argento alla regia e il Premio Marcello Mastroianni all'attore protagonista Seydou Sarr.
Ai Golden Globe del 2024 il film è stato candidato nella categoria al miglior film straniero.
Ai Premi Oscar dello stesso anno, è stato incluso nella cinquina finale come miglior film internazionale.
Infine, ai David di Donatello 2024, ha ricevuto 15 candidature, aggiudicandosene ben 7 fra cui miglior film e miglior regista.

## Trama
Seydou e Moussa, due cugini senegalesi di 16 anni, vogliono emigrare in Europa per sfuggire alla miseria e diventare cantanti famosi. Poiché la madre di Seydou si dimostra contraria alla loro idea di partire, i due lavorano in segreto per mesi in modo da mettere da parte i soldi per il viaggio.
Alla fine i due partono di nascosto da Dakar e transitano attraverso il Mali con passaporto falso. Al confine con il Niger la truffa viene scoperta e i due evitano la prigione dando una mazzetta al poliziotto. Ad Agadez, Moussa e Seydou pagano per unirsi ad un gruppo che attraversa il deserto e che promette loro di condurli fino in Italia. Durante il tragitto due persone vengono lasciate indietro: i guidatori di un Pick-up si rifiutano di tornare indietro quando un uomo cade dal veicolo e, durante un tratto a piedi, una donna esausta viene abbandonata fra le dune e muore fra le braccia di Seydou. Arrivati al confine con la Libia, il gruppo viene fermato dalla polizia in cerca di oggetti di valore, che porta Moussa in prigione dopo aver scoperto che aveva nascosto il danaro nel retto. Disperato, Seydou continua il viaggio da solo ma tutto si rivela essere un inganno quando viene portato con tutto il gruppo in una prigione gestita dai trafficanti di esseri umani. I criminali vogliono che i prigionieri contattino i loro parenti per chiedere un riscatto, altrimenti saranno torturati e ridotti in schiavitù. Seydou, non volendo che sua madre sappia della situazione in cui si trova, rifiuta di dare il numero di telefono e viene quindi torturato e pesantemente malmenato.
Il giorno dopo un detenuto di nome Martin, impietosito dalle condizioni di Seydou, lo trascina con sé ad un'asta di schiavi, dove il rappresentante di una ricca tenuta li acquista come muratori. A Martin e Seydou, che stringono una forte amicizia anche perché Martin ha un figlio dell'età di Seydou, viene affidata la costruzione di un muro intorno alla tenuta e di una fontana. Avendo lavorato bene, il padrone concede loro la libertà e li fa portare fino a Tripoli. Nella capitale libica i due si separano con rammarico: Martin continua il suo viaggio per raggiungere Caserta mentre Seydou rimane a Tripoli per cercare Moussa. 
Alla fine i due cugini si ritrovano, ma Moussa è stato ferito a una gamba durante la sua fuga dalla prigione. Seydou fa medicare la gamba con mezzi di fortuna, ma lo stato di Moussa resta critico e ha bisogno di essere ricoverato in ospedale. Questo convince i due a riprendere il viaggio, poiché Moussa non verrebbe mai curato in Libia.
Seydou si rivolge ad un faccendiere di nome Ahmed per attraversare il Mediterraneo. Senza soldi a sufficienza però, a Seydou viene offerta una sola opzione: dovrà guidare la barca. Ahmed istruisce rapidamente Seydou su come guidare la barca e navigare con una bussola verso la Sicilia. Nonostante il viaggio estenuante, con litigi tra i migranti a bordo e la nascita di un bambino, Seydou riesce a portare la barca fino alle acque territoriali italiane, dove vengono avvistati e soccorsi da un elicottero della guardia costiera. Nonostante il giubilo dei migranti e di Seydou, che grida "Io capitano!" agli uomini dell'elicottero (rischiando quindi di essere accusato di scafismo), ora affronteranno un destino incerto in base alle leggi del governo italiano.

## Produzione
Io capitano nasce da un'idea del regista Matteo Garrone, che ha scritto la sceneggiatura con Massimo Gaudioso, Massimo Ceccherini e Andrea Tagliaferri, basandosi sulle storie di emigrazione dal continente africano di Kouassi Pli Adama Mamadou, Arnaud Zohin, Amara Fofana, Brhane Tareke e Siaka Doumbia, oltreché dell'autore e attivista Ibrahima Lo.
Il film è stato prodotto da Archimede, Rai Cinema, Tarantula, Pathé e Logical Content Ventures, in coproduzione con RTBF, VOO-BE TV, Proximus e Shelter Prod, con il sostegno del Ministero della Cultura, del Centro per il Cinema e gli Audiovisivi della Federazione Vallonia-Bruxelles, di taxshelter.be, ING e lo scudo fiscale del governo federale belga, e la partecipazione di Canal+, Ciné+ e Wallimage (Vallonia). Il progetto aveva un budget di circa 11 milioni di euro.
I casting, con la direzione di Henri-Didier Njikam, sono avvenuti nel continente africano, e vedono la presenza di Seydou Sarr e Moustapha Fall, originari di Dakar, rispettivamente all'età di 17 e 18 anni. Le scene hanno visto la presenza di oltre 100 comparse. Le riprese sono iniziate nel mese di marzo del 2022 tra Italia, Marocco e Senegal per tredici settimane.

## Promozione
Il trailer del film è stato diffuso online il 31 maggio 2023.

## Distribuzione
Il film è stato presentato in anteprima in concorso alla 80ª Mostra internazionale d'arte cinematografica di Venezia, per poi essere distribuito nelle sale cinematografiche italiane da 01 Distribution a partire dal 7 settembre 2023.
Nel 2024, l'organizzazione Cinemovel Foundation ha organizzato una serie di proiezioni pubbliche del film in diverse città del Senegal, fra cui Dakar, Rufisque, Thiès, M'Boro e Kolda, che hanno visto la partecipazione, fra gli altri, dello stesso Garrone, degli attori Sarr e Fall, e del consulente per la sceneggiatura Mamadou Kouassi. Il giornalista Claudio Caprara, anch'egli coinvolto nel viaggio, ha raccontato l'esperienza in un reportage per Il Post nel maggio del 2024.
È uscito anche in Francia, Germania, Spagna e Inghilterra.

## Accoglienza

### Incassi
Il film ha incassato 374757 € in Italia nella prima settimana, posizionandosi al terzo posto nella classifica del box office italiano della settimana dal 4 al 10 settembre 2023. Il 26 settembre la pellicola supera i 2 milioni di euro. Il 9 ottobre il film raggiunge i 3 milioni di euro. L'incasso totale è di 4946901 €, con 886723 presenze.
L’incasso globale è stato di 7,6 milioni di dollari.

### Critica
Io capitano ha ricevuto il plauso della critica specializzata. Sul sito aggregatore di recensioni Rotten Tomatoes, il film ha un indice di gradimento del 96% basato su 107 recensioni, con una valutazione media di 7.9/10. Metacritic, che utilizza una media ponderata, ha assegnato al film un punteggio di 79 su 100, sulla base di 25 critici.
La critica cinematografica ha apprezzato la capacità della regia e della sceneggiatura di affrontare le tematiche della diaspora africana e delle rotte africane dei migranti. Il film è stato ritenuto tra i migliori progetti cinematografici italiani del 2023, venendo classificato 3º da Rolling Stone Italia, 11º da Esquire, 19º da Cinematographe..

#### Critica internazionale
Gey Lodge di Variety ha riflettuto sul tema del film riportando che, rispetto ad altri progetti cinematografici europei che trattano l'emigrazione africana verso l'Europa, questa venga vista «non come ambientazione ma come obiettivo quasi mitico». Lodge afferma che il regista si dimostra «più robusto e appagante» rispetto ai precedenti progetti, e che sebbene il film in alcune scene presenti «l'estetica e gli istinti narrativi occidentali», risulta «difficile non lasciarsi coinvolgere dalla grande portata emotiva del film» supportata dalla capacità dell'attore Seydou Sarr. Leslie Felperin, recensendo il film per The Hollywood Reporter, scrive che nonostante la presenza di «paesaggi abbaglianti» il film «mantiene sempre l'attenzione sugli esseri umani», percependo una «tensione tra il mondo quotidiano e la dimensione spirituale, una sfocatura che è spesso una caratteristica del cinema dell'Africa occidentale», dovuto al fatto che «Garrone ci tiene a farci riflettere fino all'ultimo momento del film». Il giornalista di Deadline Damon Wise definisce «impeccabile» la tecnica cinematografica adottata per il film, scrivendo che il direttore alla fotografia Paolo Carnera è stato in grado di trasmettere «un'immediatezza sorprendente e coinvolgente». Wise inoltre afferma che «il più grande merito del film» sia stato il cast degli attori che sono in grado di rendere il progetto «autentico in ogni fase del suo audace viaggio».

#### Critica italiana
Per la critica cinematografica italiana Mattia Pasquini di Ciak ha assegnato al film quattro stelle su cinque, scrivendo che il fattore più importante è «l'onestà intellettuale e progettuale» in cui la regia compie «la scelta di limitare la propria autorialità». Il giornalista riporta che sebbene il film eluda alcune «possibilità drammatiche» e presenti in alcune scene una narrativa «meccanica», il risultato finale si costituisce di «scelte legittime e non criticabili, che rendono il film inattaccabile ideologicamente». Davide Turrini de Il Fatto Quotidiano afferma che nel film «il rimando strutturale immediato è all'Odissea» in cui «la fragile e molle innocenza dei due protagonisti» sono «impossibilitati ad essere comunità solidale». Paolo Mereghetti, recensendo il film per Il Corriere della Sera, scrive che il film è in grado di «restare sempre ad altezza protagonisti, identificandosi con il loro sguardo, evitando qualsiasi atteggiamento predicatorio» trasfigurando «la tragedia attraverso la forza della fantasia e della favola». Teresa Monaco, nella recensione pubblicata su Cinematographe.it, ha elogiato Io capitano dandogli una votazione di 4.8 su 5, definendolo "uno dei migliori film di realtà di Matteo Garrone: una lettera potente che sa raccontare con meravigliosa leggerezza la drammaticità, spingendoci gloriosamente dentro i panni dell'altro per farci capire quanto starebbero stretti anche a noi. Un film che non ci umilia né ci spinge a compassione bensì ci induce verso la comprensione viscerale di un tragitto che talvolta sappiamo ma che preferiamo ignorare.". Aldo Spiniello su Sentieri Selvaggi è invece più critico perché nota che "Garrone sembra a tratti smarrire la concretezza terribile, incandescente, della materia che racconta, come se i suoi contorni evaporassero per le alte temperature, si facessero più incerti, tra la luce e il mare".

## Riconoscimenti
- 2024 - David di Donatello[6][7]
  - Miglior film
  - Miglior regia a Matteo Garrone
  - Migliore autore della fotografia a Paolo Carnera
  - Miglior montatore a Marco Spoletini
  - Migliori effetti speciali visivi a Laurent Creusot e Massimo Cipollina
  - Miglior suono a Maricetta Lombardo, Daniela Bassani, Mirko Perri e Gianni Pallotto
  - Miglior produttore ad Archimede, Rai Cinema, Pathé e Tarantula
  - Candidatura alla migliore sceneggiatura originale a Matteo Garrone, Massimo Gaudioso, Massimo Ceccherini e Andrea Tagliaferri
  - Candidatura al miglior scenografo a Dimitri Capuani e Roberta Troncarelli
  - Candidatura al miglior costumista a Stefano Ciammitti
  - Candidatura al miglior trucco a Dalia Colli e Roberta Martorina
  - Candidatura al miglior acconciatore a Stefano Ciammitti e Dalia Colli
  - Candidatura al miglior compositore ad Andrea Farri
  - Candidatura alla migliore canzone originale a Baby (musica di Andrea Farri, testo e interpretazione di Seydou Sarr)
  - Candidatura al David Giovani
- 2024 - Premio Oscar[5]
  - Candidatura al miglior film internazionale
- 2024 - Golden Globe[44]
  - Candidatura al miglior film straniero
- 2024 - Satellite Award
  - Candidatura al miglior film straniero
- 2023 - Festival del cinema di Venezia[45][46]
  - Leone d'argento per la miglior regia a Matteo Garrone
  - Premio Marcello Mastroianni a Seydou Sarr
  - Premio CICT Enrico Fulchignoni - Medaglia Fellini 2023
  - Premio Civitas
  - Premio Edipo Re
  - Premio FEDIC
  - Premio Pasinetti
  - Green Drop Award
  - ImpACT Award
  - Premio Lanterna Magica CGS
  - Leoncino d'oro Agiscuola/UNICEF
  - Premio SIGNIS
  - Premio Soundtrack Stars ad Andrea Farri
  - Candidatura al Leone d'oro
- 2023 - European Film Awards
  - Candidatura al miglior film
  - Candidatura al miglior regista a Matteo Garrone
- 2024 - Nastro d'argento
  - Miglior film
  - Miglior regista a Matteo Garrone
  - Migliore fotografia a Paolo Carnera
  - Miglior montaggio a Marco Spoletini
  - Miglior sonoro in presa diretta a Maricetta Lombardo
  - Miglior casting director a Francesco Vedovati
  - Nastro d'argento all'esordio speciale a Seydou Sarr
  - Nastro d'argento all'esordio speciale a Moustapha Fall
  - Candidatura alla migliore sceneggiatura a Matteo Garrone, Massimo Ceccherini, Massimo Gaudioso e Andrea Tagliaferri
  - Candidatura alla miglior scenografia a Dimitri Capuani
  - Candidatura alla migliore colonna sonora a Andrea Farri
- 2024 - Globo d'oro[47]
  - Miglior regista a Matteo Garrone
  - Candidatura al miglior film
  - Candidatura alla miglior sceneggiatura a Matteo Garrone, Massimo Ceccherini, Massimo Gaudioso e Andrea Tagliaferri

## Casi mediatici
Nel corso dell'80ª Mostra internazionale d'arte cinematografica di Venezia il responsabile del casting Henri-Didier Njikam non ha ottenuto il visto d'ingresso dall'Ambasciata d'Italia a Rabat, in Marocco, poiché non vi erano garanzie che avrebbe abbandonato il territorio italiano una volta entrato. In un'intervista rilasciata al The Hollywood Reporter Roma, Njikam ha dichiarato che il fatto è stato percepito come «un atto di razzismo» in quanto «l'ambasciata ha giustificato il rifiuto sostenendo che non c'erano garanzie che avrei abbandonato il territorio italiano una volta entrato, a Venezia. In pratica mi hanno trattato come un migrante, come se volessi approfittare della situazione per scappare. Ma io ho un lavoro, una tessera professionale del Centro Marocchino del Cinema. E, sinceramente, se avessi voluto lavorare in Europa, lo avrei già fatto» e che l'ente «non ha guardato il mio curriculum né i miei documenti, ma solo il colore della mia pelle. [...] Questo problema esiste solo con l'ambasciata italiana in Marocco, perché i miei colleghi dal Ghana e dalla Costa d'Avorio sono riusciti a partire. Se fossi stato bianco, non credo che sarei stato trattato così».